# Мейбл Норманд
Мейбл Етельрейд Норманд (англ. Mabel Normand; 9 листопада 1892 — 23 лютого 1930) — американська комедійна акторка німого кіно, сценаристка, продюсерка і режисерка, піонерка кінематографа. Досягла великої популярності на студії Мака Саннета «Keystone Studios», а на піку своєї кар'єри наприкінці 1910-х і початку 1920-х була власницею кіностудії. За внесок в кіноіндустрію удостоєна зірки на Голлівудській алеї слави.
У 1920-х роках її ім'я фігурувало у справі про вбивство актора Вільяма Дезмонда Тейлора. Цей скандал, а також захворювання акторки туберкульозом, сприяли заходу її кар'єри наприкінці 1920-х.

## Біографія
Мейбл Етельрейд Норманд народилася 9 листопада 1892 року в селі Нью-Брайтон на острові Стейтен-Айленд, який тепер є районом Нью-Йорка. Її батько Клод Норманд працював теслею в порту, і тому її дитинство пройшло в крайній бідності. У підлітковому віці Мейбл заробляла гроші, позуючи як модель для листівок Чарльза Дана Гібсона. У 1910 році, у 17-річному віці, вона дебютувала в одному з німих фільмів на студії Д. У. Гріффіта «Biograph Company».
На студії Норманд познайомилася з актором Маком Сеннетом, а після того, як він в 1912 році відкрив кіностудію «Keystone Studios», Мейбл стала однією з головних її зірок. Там вона яскраво продемонструвала свій комедійний талант і швидко завоювала любов у публіки. На екранах Мейбл Норманд часто з'являлася з такими коміками, як Гарольд Ллойд, Чарлі Чаплін і Роско Арбакл.
Вважається, що саме Мейбл Норманд є авторкою номера з запускання кремового пирога в обличчя. Вперше вона здійснила це на знімальному майданчику фільму «Шум з глибин» (1913), коли пиріг полетів в обличчя актора Роско Арбакла.
У 1914 році, на піку своєї кар'єри, Мейбл Норманд знялася в таких знаменитих німих фільмах, як «Незвичайно скрутне положення Мейбл», «Діловий день Мейбл» і «Знайомство, що відбулося».

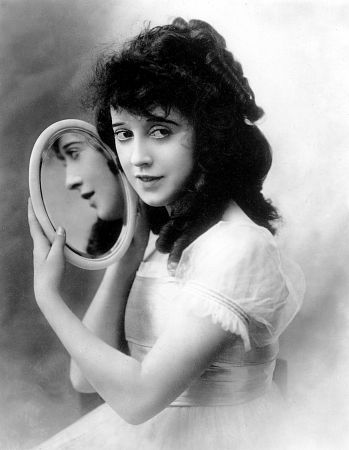
Мейбл Норманд в 1918 році

У 1918 році, після розставання з Сеннетом, Норманд підписала контракт з кінопродюсером Семюелем Голдуїном на зйомки в кіно за $3500 на тиждень, а пізніше відкрила власну кіностудію в каліфорнійському місті Калвер-сіті.
На початку 1920-х  Мейбл Норманд стала близькою подругою актора і режисера Вільяма Дезмонда Тейлора. 1 лютого 1922, через кілька хвилин після того, як Норманд покинула його будинок, Тейлор був убитий. Поліція багато допитувала акторку по цій справі, але все ж вона ніколи не була під підозрою. Норманд добре дісталося від газетярів, які довгий час продовжували обговорювати це вбивство, її зв'язок з Тейлором, а також можливі пристрасті акторки до наркотиків.
Через кілька років, в 1924 році, Мейбл Норманд знову стала головною темою для обговорення в газетах — її шофер Джо Келлі поранив з пістолета великого нафтовика — мільйонера Кортленда С. Дайнеса, який у той час зустрічався з подругою Норманд, акторкою Едною Перваєнс.
Попри безліч пліток і нападок, Мейбл Норманд продовжувала зніматися в кіно, а в 1926 році підписала контракт зі студією «Hal Roach Studios». У тому ж році одружилася з актором Лью Коуді, з яким знімалася у фільмі «Міккі» в 1918, а також була сусідкою по будинку в Беверлі-Гіллз. Водночас у неї почалися проблеми зі здоров'ям, викликані туберкульозом. Через це їй довелося розпрощатися з кіно і багато часу провести в санаторії. Попри старанність лікарів акторку врятувати не вдалося, і 23 лютого 1930 року в віці 37 років Мейбл Норманд померла.
За внесок в кіноіндустрію Мейбл Норманд удостоєна зірки на Голлівудській алеї слави.

## Найвідоміші фільми
- 1910: Тактовність Бетті / Indiscretions of Betty
- 1911: Її пробудження / Her Awakening — дочка
- 1911: Чому він відмовився / Why He Gave Up — дружина
- 1912: Водна німфа / The Water Nymph — Дайвінг Венера
- 1912: Фліртуючий чоловік / The Flirting Husband — місис Сміт
- 1912: Любов Мейбл / Mabel's Lovers — Мейбл
- 1912: Коні-Айленд / At Coney Island — дівчина
- 1912: Пригоди Мейбл / Mabel's Adventures — Мейбл
- 1913: Бенгвільська поліція / The Bangville Police — Делла, дочка фермера
- 1913: Шум з глибин / A Noise from the Deep — Мейбл
- 1913: Маленький герой / A Little Hero — Мейбл
- 1913: Жахливі помилки Мейбл / Mabel's Awful Mistakes — Мейбл
- 1913: У нього було три пристрасті / Passions, He Had Three
- 1913: Заради любові до Мейбл / For the Love of Mabel — Мейбл
- 1913: Драматична кар'єра Мейбл / Mabel's Dramatic Career — Мейбл
- 1913: Королева циган / The Gypsy Queen — королева циган
- 1914: Бурхливий роман Мейбл / Mabel's Stormy Love Affair — Мейбл
- 1914: В лапах банди / In the Clutches of the Gang
- 1914: Незвичайно скрутне положення Мейбл / Mabel's Strange Predicament — Мейбл
- 1914: Груба помилка Мейбл / Mabel's Blunder — Мейбл
- 1914: Джонні в кіно / A Film Johnnie — Мейбл
- 1914: Мейбл за кермом / Mabel at the Wheel — Мейбл
- 1914: Захоплений в кабаре / Caught in a Cabaret — Мейбл
- 1914: Знервована Мейбл / Mabel's Nerve — Мейбл
- 1914: Турбота / The Alarm
- 1914: Її друг бандит / Her Friend the Bandit — Мейбл
- 1914: Фатальний молоток / The Fatal Mallet — Мейбл
- 1914: Діловий день Мейбл / Mabel's Busy Day — Мейбл
- 1914: Сімейне життя Мейбл / Mabel's Married Life — Мейбл
- 1914: Нове завдання для Мейбл / Mabel's New Job — Мейбл
- 1914: Перерваний роман Тіллі / Tillie's Punctured Romance — Мейбл, подруга Чарлі
- 1914: Небесний пірат / The Sky Pirate
- 1914: Маскарадна маска / The Masquerader — акторка
- 1914: Останній жарт Мейбл / Mabel's Latest Prank — Мейбл
- 1914: Привіт, Мейбл / Hello, Mabel — Мейбл
- 1914: Нахабний джентльмен / Gentlemen of Nerve — Мейбл
- 1914: Його місце для побачень / His Trysting Place — Мейбл
- 1914: Рушниці, які стріляють / Shotguns That Kick
- 1914: Знайомство, що відбулося / Getting Acquainted — дружина Емброуза
- 1915: День прання Мейбл і Фатті / Mabel and Fatty's Wash Day — Мейбл
- 1915: Просте життя Фатті і Мейбл / Mabel and Fatty's Simple Life — Мейбл
- 1915: Мейбл і Фатті оглядають всесвітню виставку в Сан-Франциско / Mabel and Fatty Viewing the World's Fair at San Francisco — камео
- 1915: Сімейне життя Мейбл і Фатті / Mabel and Fatty's Married Life — Мейбл
- 1915: Маленьке золото / That Little Band of Gold — Мейбл
- 1915: Приставання до Мейбл / Wished on Mabel — Мейбл
- 1915: Своя дорога Мейбл / Mabel's Wilful Way — Мейбл
- 1915: Маленький вчитель / The Little Teacher — маленька вчителька
- 1916: Фатті і Мейбл дрейфують / Fatty and Mabel Adrift — Мейбл
- 1916: Він зробив і не зробив це / He Did and He Didn't — Мейбл
- 1918: Модель  Венери / The Venus Model — Кітті О'Браян
- 1918: Міккі / Mickey — Міккі
- 1919: Джинкс / Jinx — Джинкс
- 1920: Що сталося з Розою / What Happened to Rosa — Роза Альваро
- 1921: Моллі О / Molly O' — Моллі О'Дейр
- 1922: Вверх ногами / Head Over Heels — Тіна
- 1923: Сюзанна / Suzanna — Сюзанна
- 1923: Супер дівчина / The Extra Girl — Сью Грем
- 1926: Нікель-Хоппер / The Nickel-Hopper — Педді, Нікель-Гоппер
- 1927: Одна година в шлюбі / One Hour Married

## Галерея

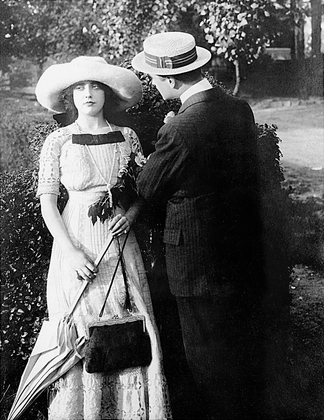
Її пробудження (1911)
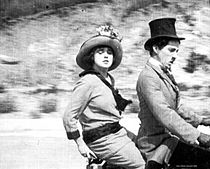
Мейбл за кермом (1914)
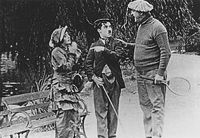
Сімейне життя Мейбл (1914)
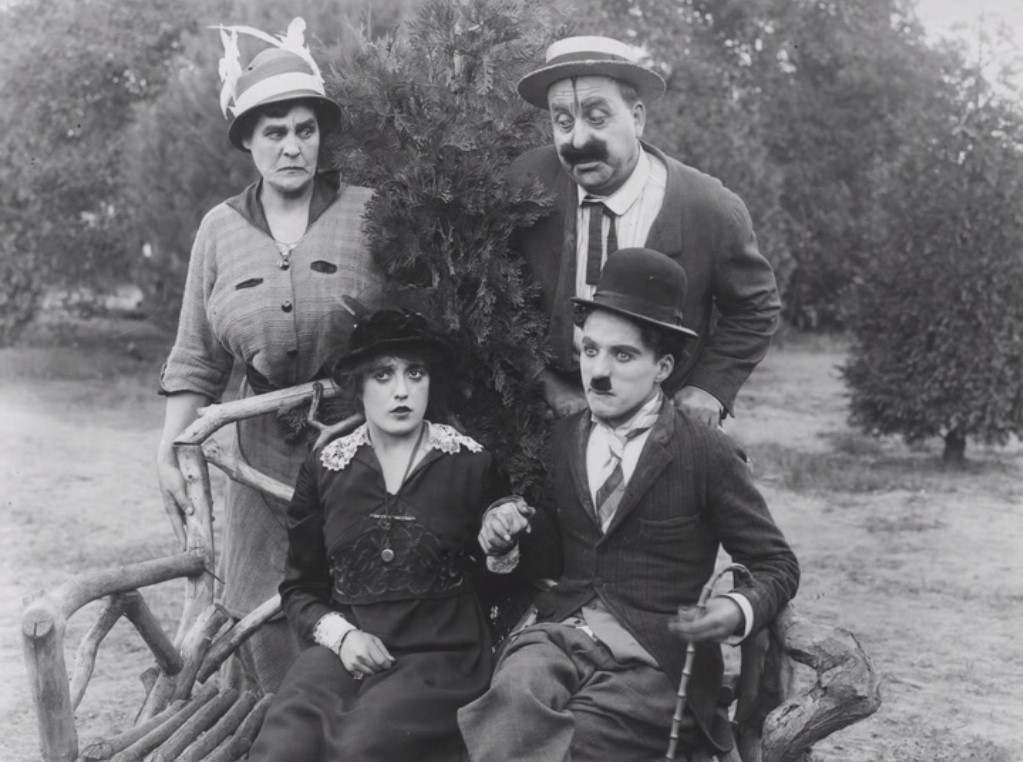
Знайомство, що відбулося (1914)
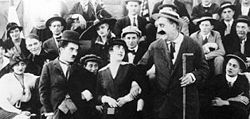
With Чарлі Чаплін in Нахабний джентльмен (1914)
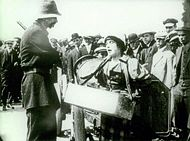
Діловий день Мейбл (1914)
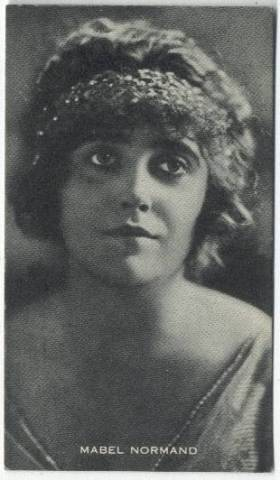
Trading card
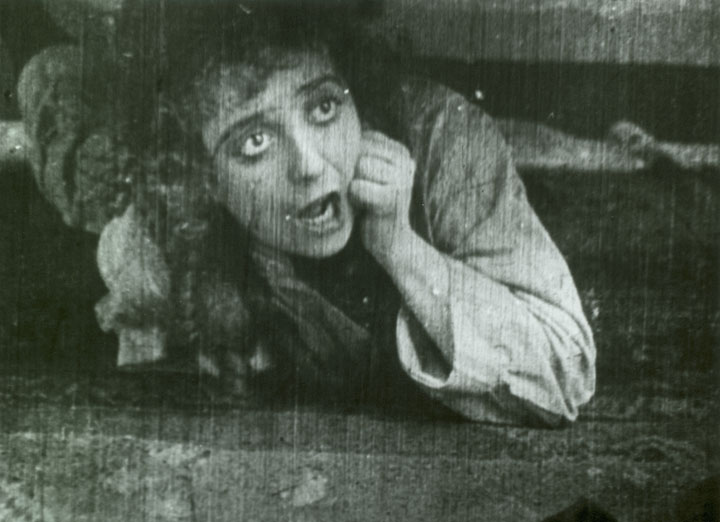
Незвичайно скрутне положення Мейбл (1914)
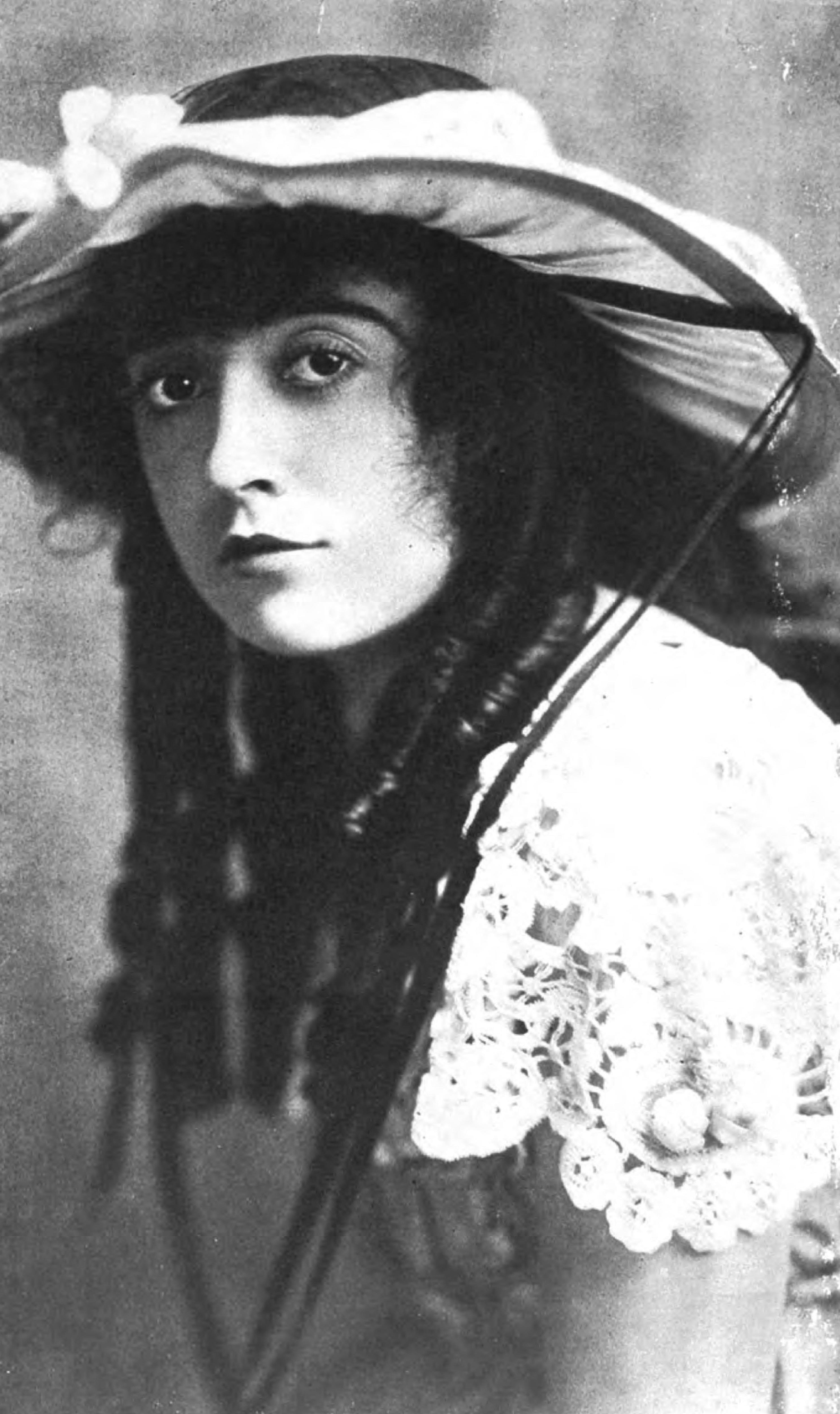
1915 portrait
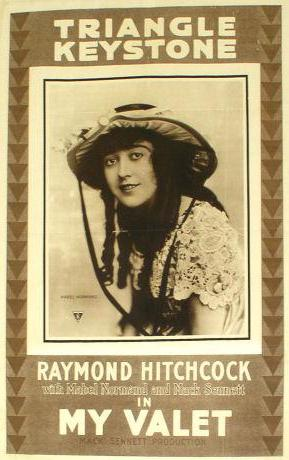
My Valet (1915)
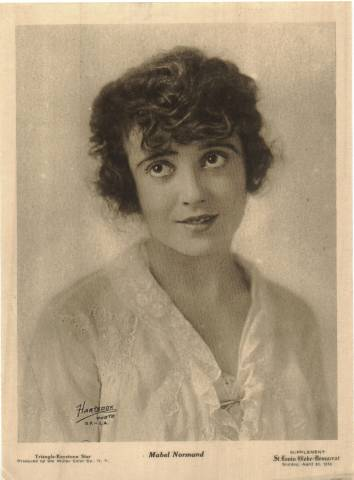
1916 portrait
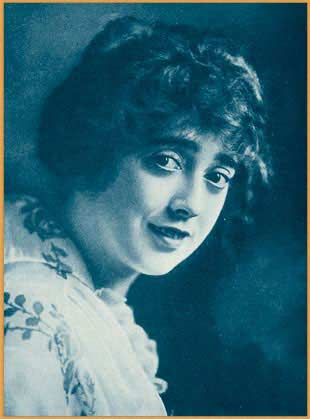
1916 portrait
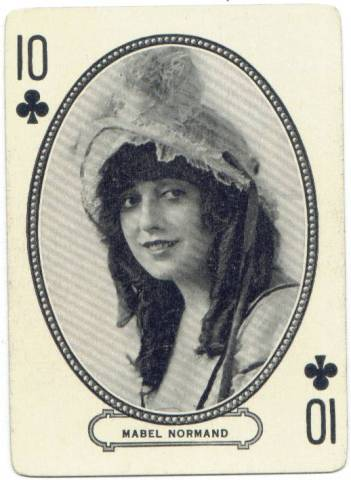
1916 playing card
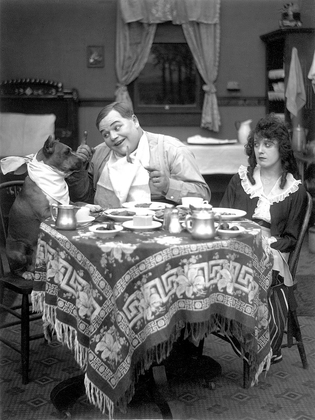
Фатті і Мейбл дрейфують (1916)
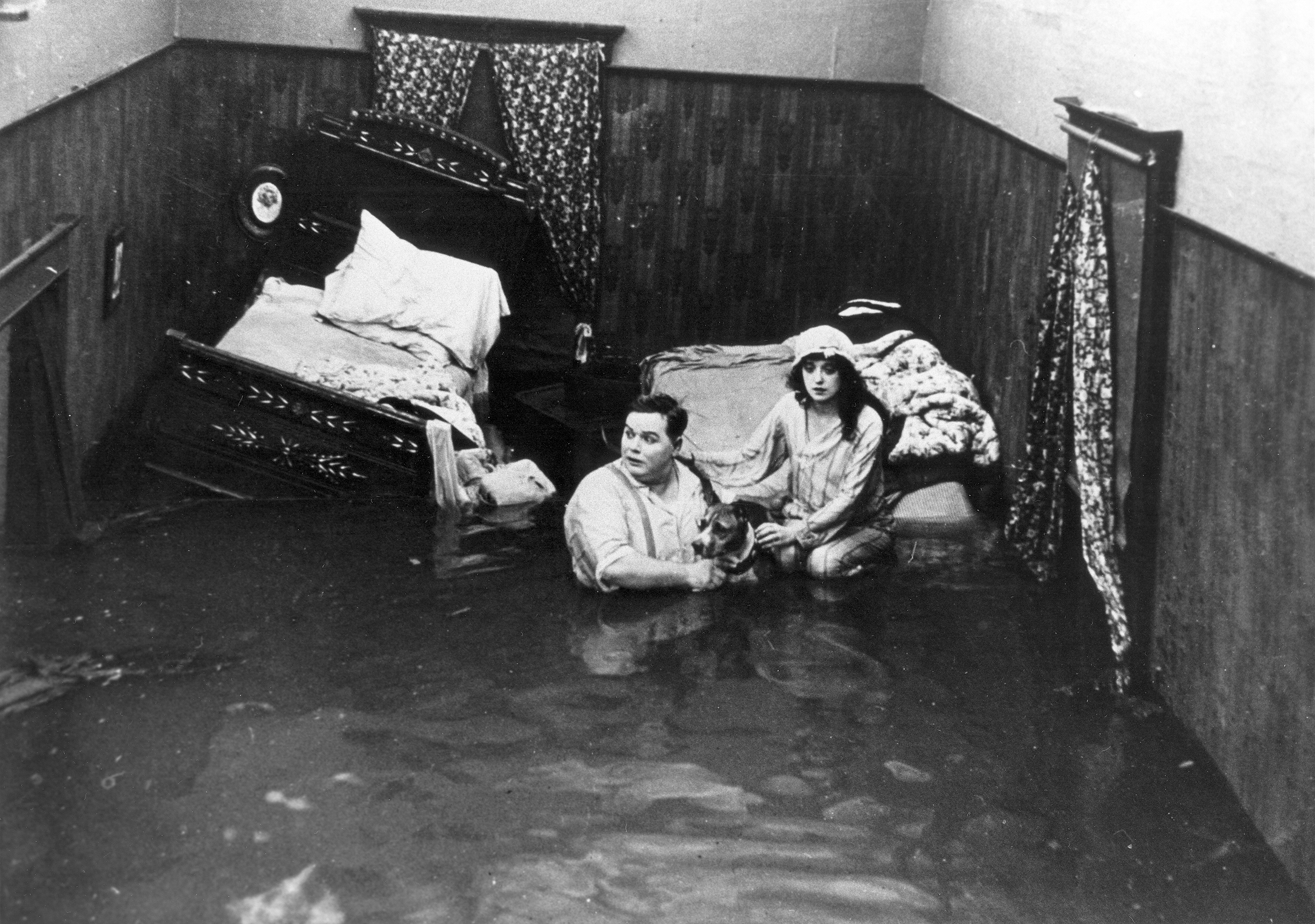
Фатті і Мейбл дрейфують (1916)
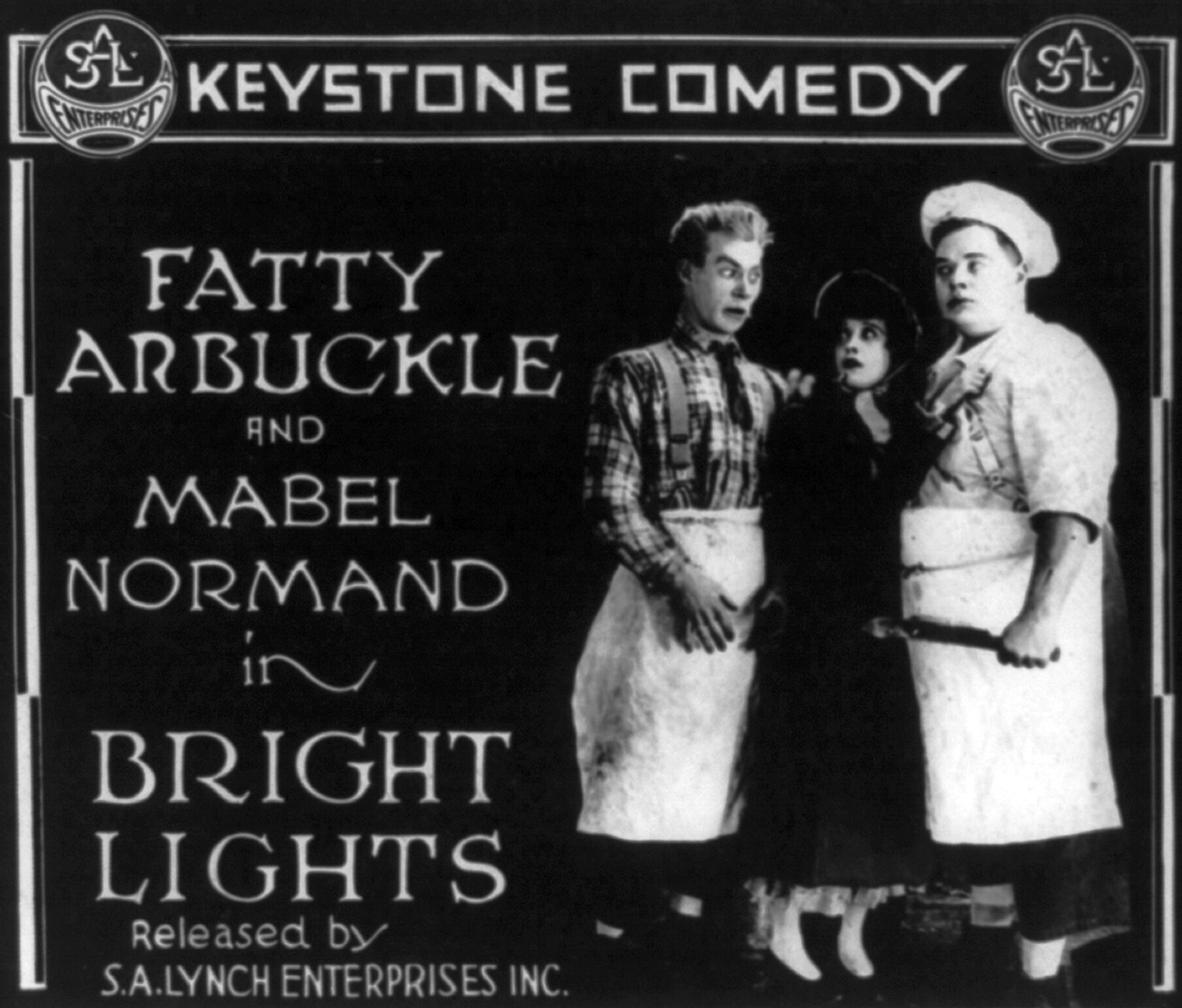
Bright Lights (1918)
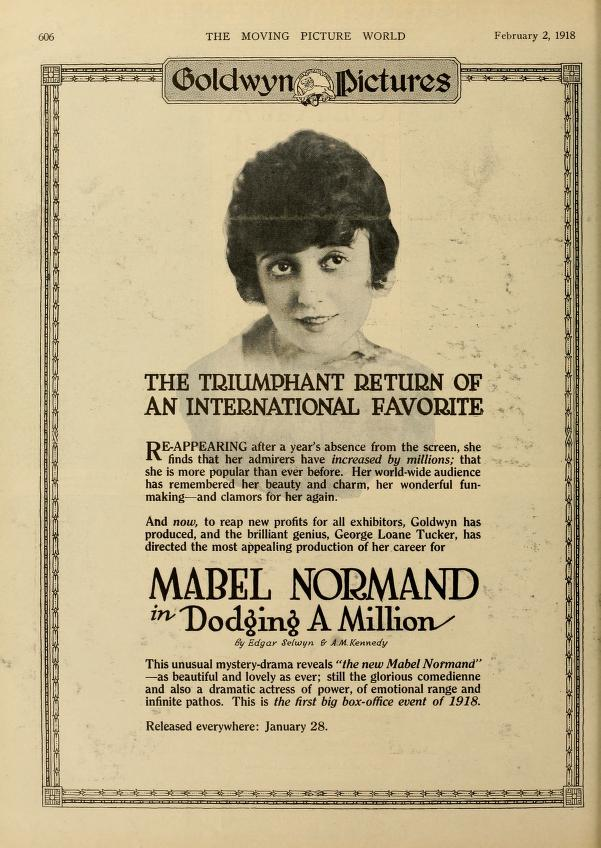
Dodging a Million (1918)
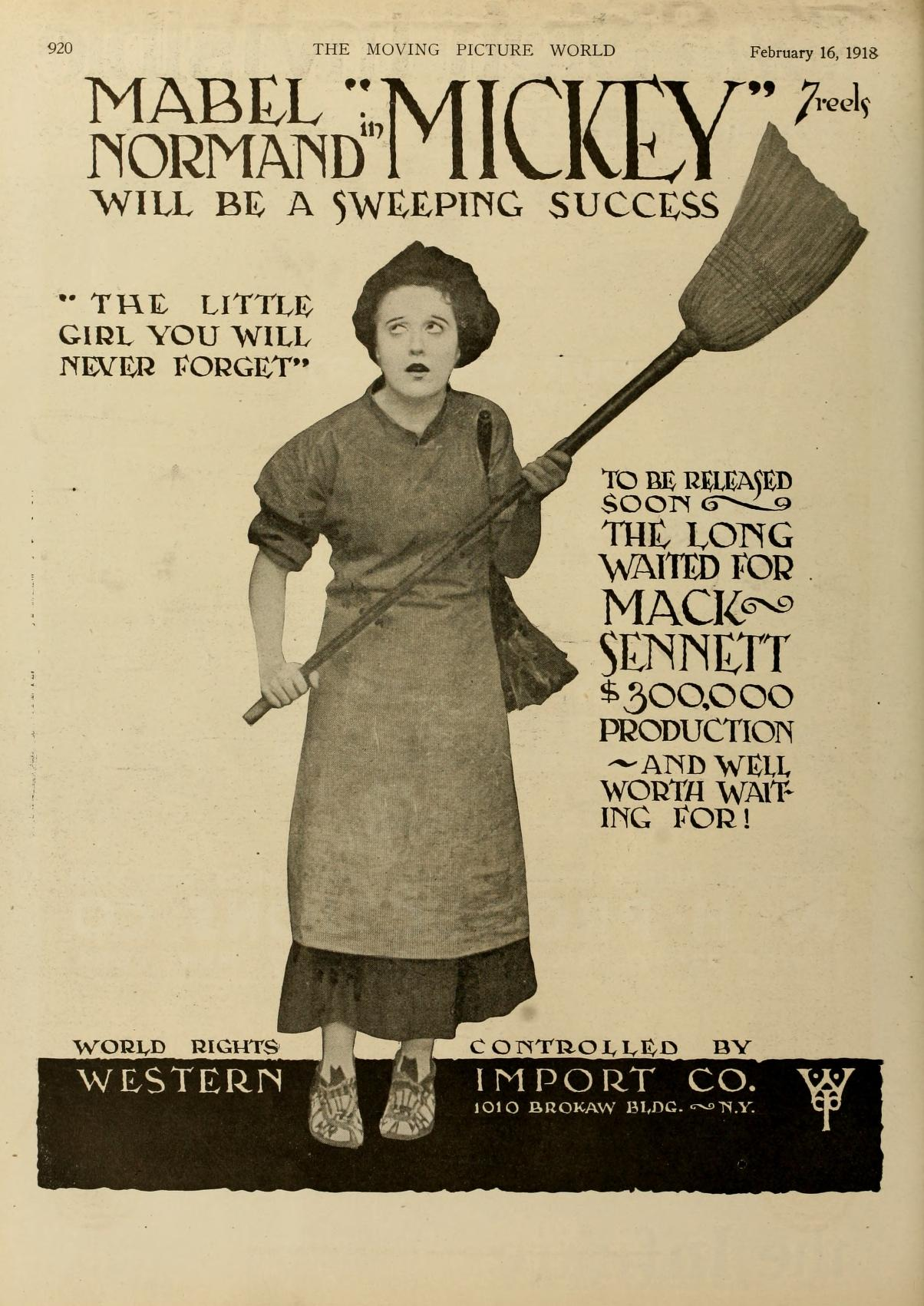
Міккі (фільм, 1918) (1918)
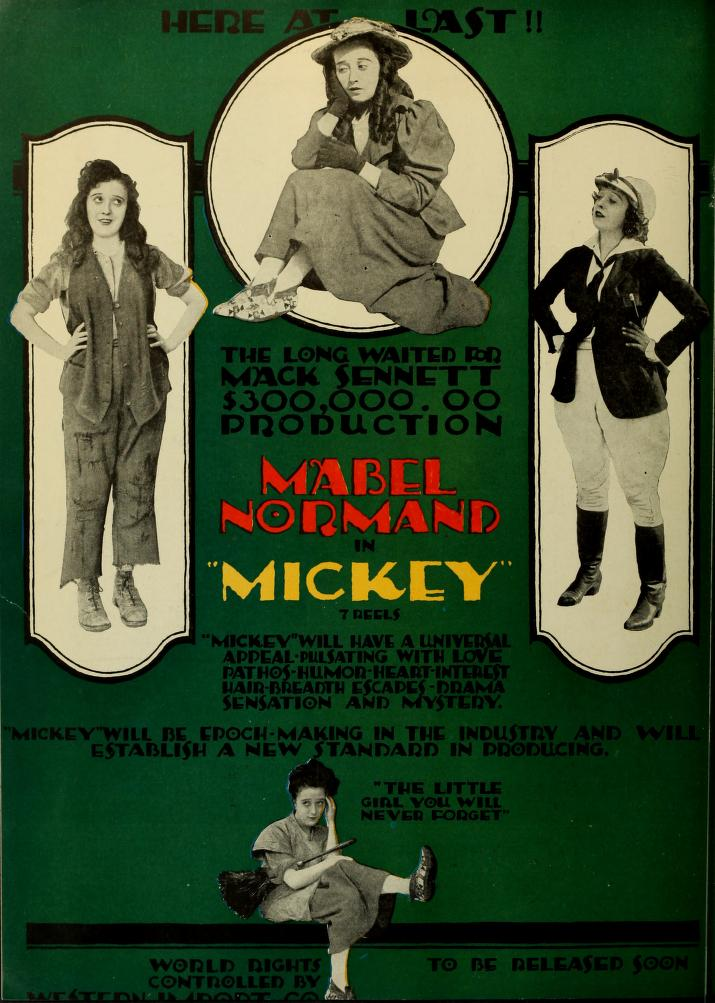
Міккі (фільм, 1918) (1918)
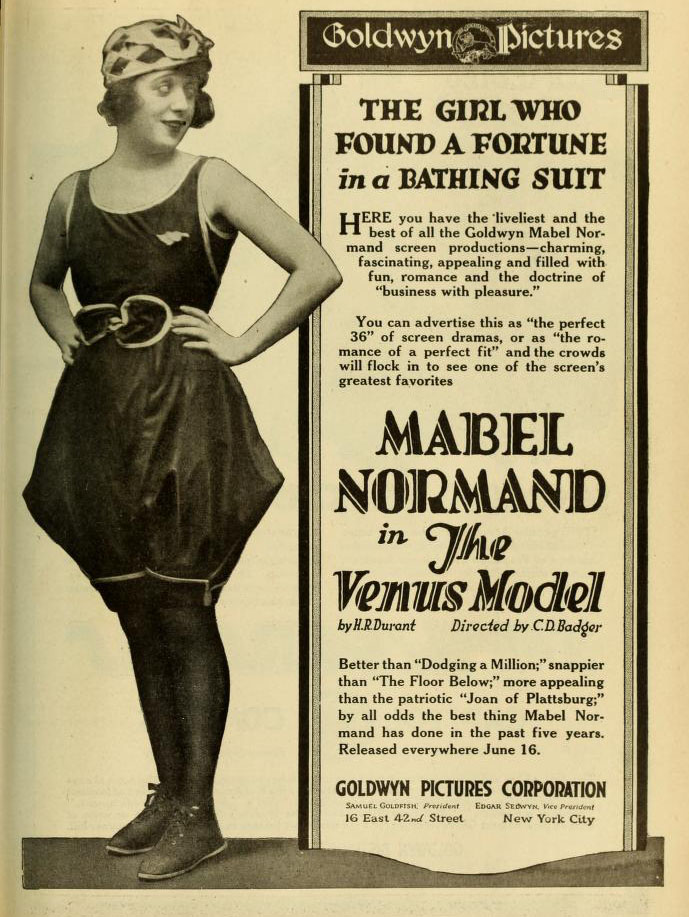
Модель Венери (1918)
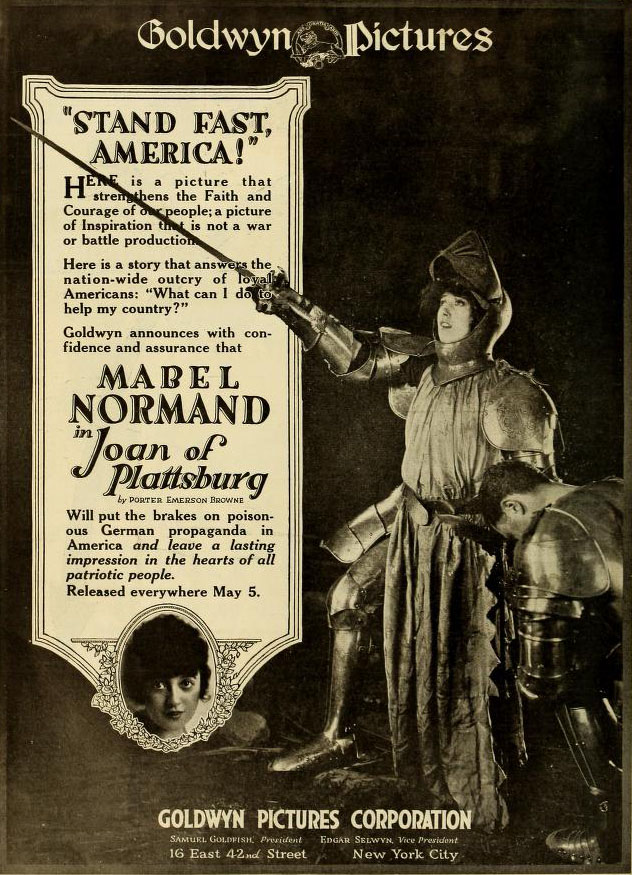
Joan of Plattsburg (1918)
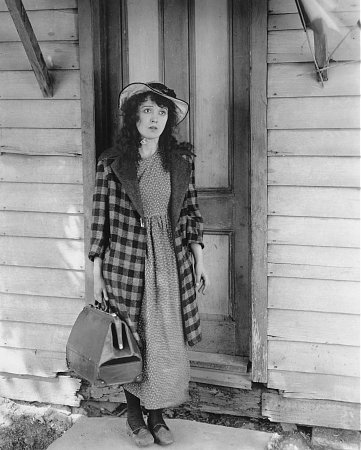
Peck's Bad Girl (1918)
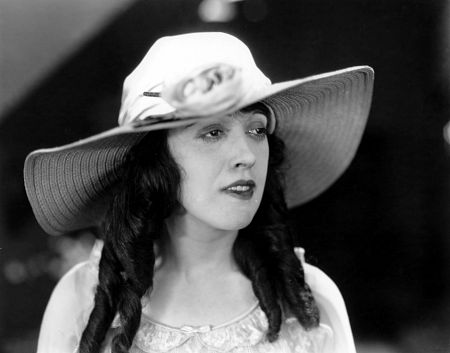
1918 portrait
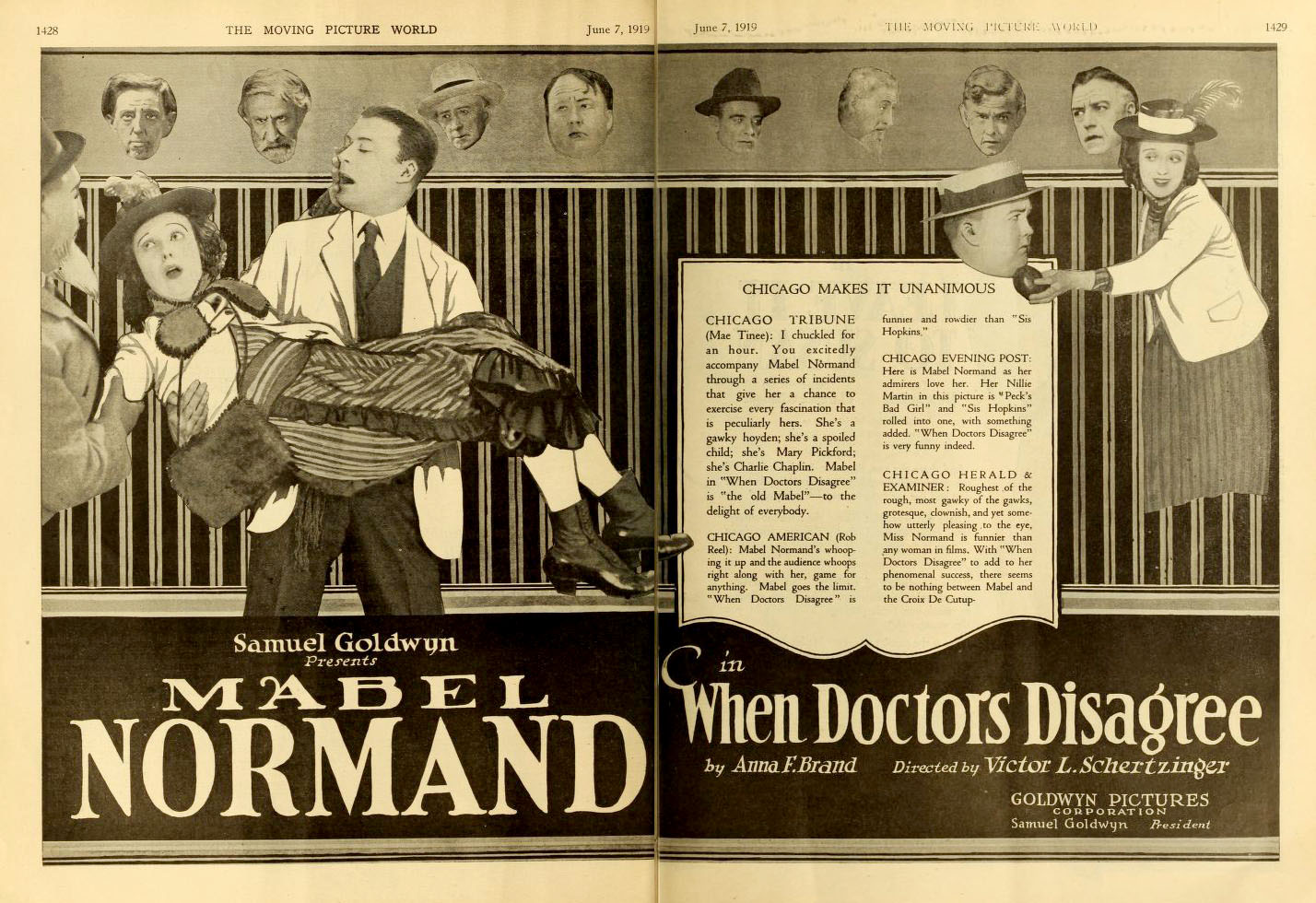
When Doctors Disagree (1919)
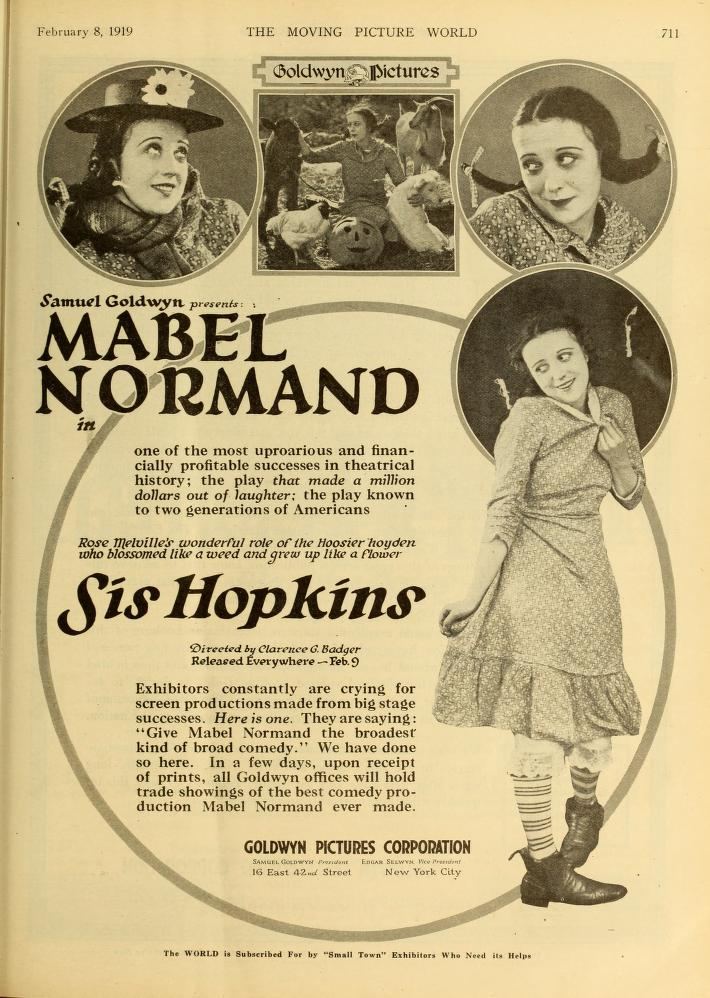
Sis Hopkins (1919)
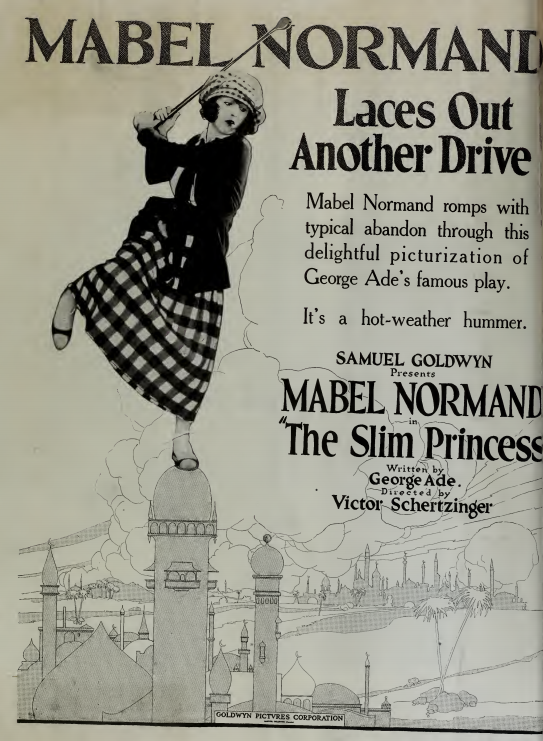
The Slim Princess (1920)
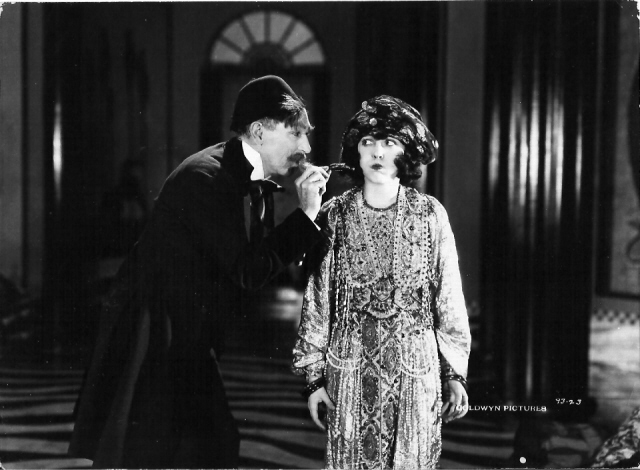
The Slim Princess (1920)
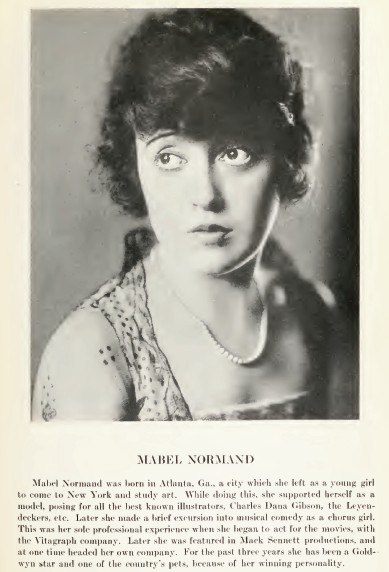
1920 Portrait
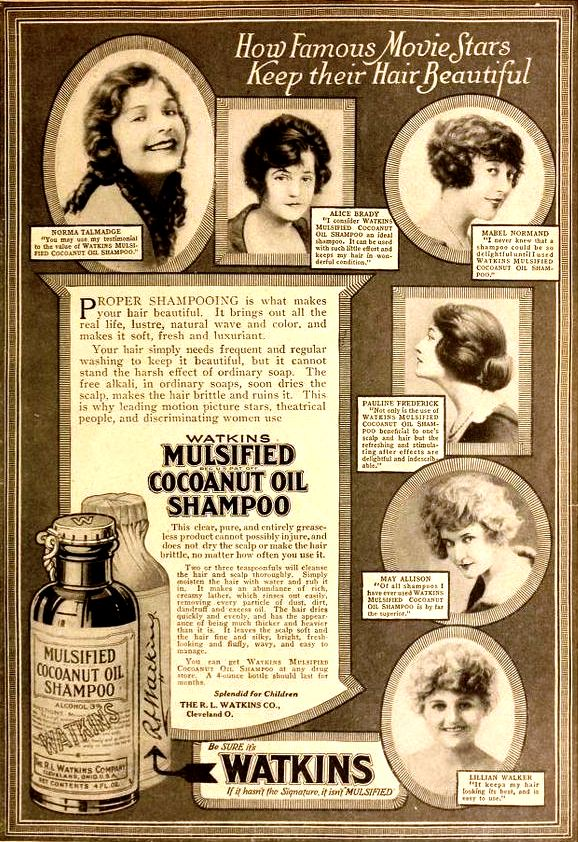
1920 ad
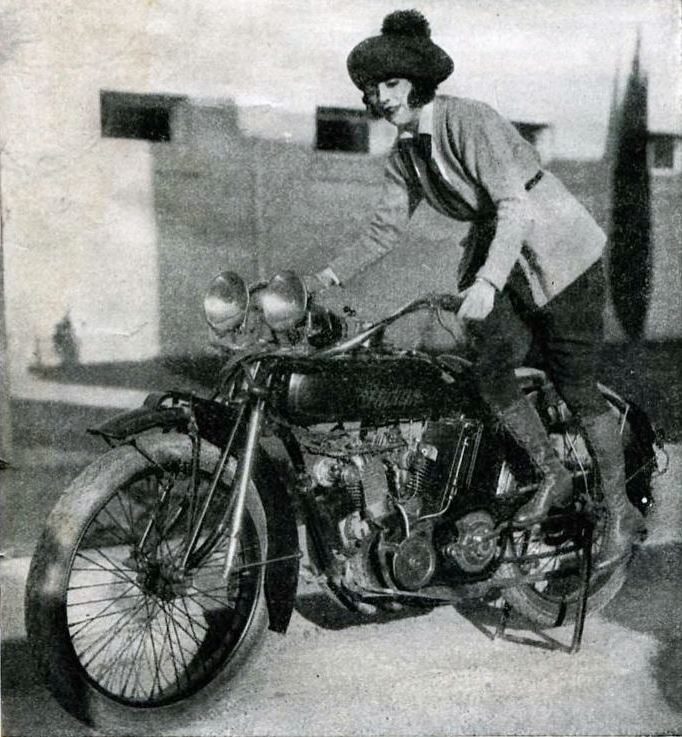
Film Fun Magazine (1921)

## Вшанування
- У фільмі Вільяма Вайлера 1950 «Бульвар Сансет» головною персонажеою є старіюча зірка німого кіно Норма Дезмонд. Її ім'я є поєднанням імен Мейбл Норманд і Вільяма Дезмонда Тейлора.
- У 1992 році у фільмі «Чаплін» роль Мейбл Норманд виконала Маріса Томей.

### Книги про Норманд
- Jeanine Basinger (1999), chapter on Normand in Silent Stars
- Betty Harper Fussell (1982), Mabel: Hollywood's First I-Don't-Care Girl
- William Thomas Sherman (2006), Mabel Normand: A Source Book to Her Life and Films
- Vogel, Michelle (2007). Olive Thomas: The Life and Death of a Silent Film Beauty. McFarland. p. 9
- McCaffrey, Donald W.; Jacobs, Christopher P. (1999). Guide To the Silent Years of American Cinema. Greenwood Publishing Group. p. 84
- Milton, Joyce (1998). Tramp: The Life of Charlie Chaplin. Da Capo Press. p. 221.
- Ward Mahar, Karen (2006). Women Filmmakers in Early Hollywood. JHU Press. p. 131.